# Дік Наннінга
Дік Наннінга (нід. Dick Nanninga, нар. 17 січня 1949, Гронінген — пом. 21 липня 2015, Маасейк) — нідерландський футболіст, що грав на позиції півзахисника.
Найбільш відомий за виступами у клубі «Рода» та низці інших нідерландських клубів, а також національну збірну Нідерландів, у складі якої став срібним призером чемпіонату світу 1978 року.

## Клубна кар'єра
Дік Наннінга був вихованцем гронінгенської команди «Остерпаркерс», у складі якої він дебютував на футбольному майданчику в 1969 році. У 1972 року отримав запрошення від команди «Вендам», в якій виступав до 1974 року. У першому сезоні молодий нападаючий ще не зумів закріпитися в основному складі нової команди, а вже на другий рік він став основним бомбардиром команди, відзначившись 15 забитими м'ячами у 31 матчі чемпіонату.
Результативна гра за цю команду привернула увагу представників тренерського штабу клубу «Рода», до складу якого Дік Наннінга приєднався 1974 року. Відіграв за команду з Керкраде наступні вісім сезонів своєї ігрової кар'єри. Увесь цей час Наннінга був основним гравцем атакувальної ланки команди і встановив клубний рекорд результативності у вищому дивізіоні Нідерландів, забивши у ворота суперників «Роди» 107 м'ячів у 225 проведених матчах. «Рода» у період виступів Діка Наннінги була середняком нідерландського футболу, та за ці 8 років могла похвалитися лише виходом у фінал Кубку Нідерландів, і після сезону 1977–1978 років форвард думав завершити виступи у великому футболі, але після одержаного виклику до національної збірної змінив своє рішення, і ще чотири роки виступав за клуб із Керкраде.
Протягом 1982–1983 років виступав у Гонконзі, де захищав кольори команди клубу «Сейко». У цей період гонконзький клуб тренував колишній тренер «Роди» Берт Якобс, а виступали в команді також колишні партнери Наннінги по збірній Рене ван де Керкгоф, Вім Сюрбір, а пізніше — й Арі Ган. У цьому клубі голландський нападник зумів здобути звання чемпіона Гонконгу з футболу.
1983 року повернувся на батьківщину, і став гравцем клубу другого дивізіону МВВ з Маастрихта. У перший сезон допоміг новому клубу виграти першість у другому голландському дивізіоні та повернутися до Ередивізі. Після цього грав у складі маастрихтської команди ще два роки, після чого завершив виступи на футбольних полях. Завершив професійну кар'єру футболіста виступами за команду МВВ у 1986 році.

## Виступи за збірну
Дік Наннінга лише у віці 29 років дебютував у складі національної збірної Нідерландів 5 квітня 1978 року у матчі зі збірною Тунісу, у якому «ораньєн» здобули переконливу перемогу — 4:0, а Наннінга двічі відзначився у воротах суперників. Після успішного початку виступів за національну збірну та відмови Руда Гелса від участі в чемпіонаті світу найкращий бомбардир «Роди» став для тренера «помаранчевих» Ернста Гаппеля одним із кандидатів на роль центрального нападника збірної.
На чемпіонату світу 1978 року Дік Наннінга зіграв у 4 матчах, причому в грі зі збірною ФРН був видалений з поля вже за 9 хвилин після виходу на заміну. Нідерландська збірна вийшла у фінал чемпіонату, в якому Наннінга, вийшовши на заміну на 59 хвилині, на 82 хвилині матчу зрівняв рахунок ударом головою. Але, хоч і «ораньєн» мали реальні шанси перемогти ще у основний час матчу, в додатковий час нідерландська збірна пропустила два м'ячі від Кемпеса і Бертоні, та вимушена була задовільнитися другим місцем.
У складі збірної також брав участь у чемпіонату Європи 1980 року в Італії. На європейській першості Дік Наннінга зіграв три зустрічі, у яких відзначитись забитими м'ячами форвард не зумів. Останнім матчем Наннінги у збірній була зустріч у рамках відбіркового турніру чемпіонату світу 1982 року проти збірною Кіпру 22 лютого 1981 року, в якій нападник також забив свій останній м'яч за збірну. Усього протягом виступів у національній команді, яка тривала 3 роки, Дік Наннінга провів у формі головної команди країни 15 матчів, забивши 6 голів.

## Після закінчення футбольної кар'єри
Дік Наннінга ще у період виступів на футбольних полях був власником квіткового магазину, у якому він сам також працював у вільний від футболу час. Дік Наннінга мав дружину на ім'я Еллі, двох дочок — Петру і Сандру, а також сина Фредді.
У останні роки життя Дік Наннінга важко хворів, у 2012 році колишньому форварду лікарі провели ампутацію лівої ноги, після чого його було введено у стан штучної коми, який лікарі утримували протягом 5 місяців. У 2014 році лікарям довелось ампутувати Діку Наннінзі й другу ногу. 21 липня 2015 року в лікарні бельгійського міста Маасейк на 67-му році життя Дірк Наннінга помер.

## Цікаві факти
Дік Наннінга є єдиним нідерландським футболістом, який забивав у фіналах чемпіонатів світу з футболу безпосередньо з гри, оскільки у фіналі чемпіонату світу 1974 року Йоган Нескенс забив гол з пенальті, а в фіналі чемпіонату світу 2010 року нідерландська збірна голів у ворота суперника не забивала.

## Статистика виступів

### Статистика клубних виступів
| Сезон   | Команда  | Ігри | Голи |
| ------- | -------- | ---- | ---- |
| 1973-74 | «Вендам» | 31   | 15   |
| 1974-75 | «Рода»   | 32   | 13   |
| 1975-76 | «Рода»   | 32   | 14   |
| 1976-77 | «Рода»   | 34   | 11   |
| 1977-78 | «Рода»   | 16   | 9    |
| 1978-79 | «Рода»   | 31   | 23   |
| 1979-80 | «Рода»   | 30   | 15   |
| 1980-81 | «Рода»   | 21   | 12   |
| 1981-82 | «Рода»   | 29   | 10   |
| 1982-83 | «Сейко»  | ?    | ?    |
| 1983-84 | МВВ      | 32   | 15   |
| 1984-85 | МВВ      | 28   | 11   |
| 1985-86 | МВВ      | 6    | -    |

## Титули та досягнення
- 2 місце на чемпіонаті світу (1):

1978
- Фіналіст Кубка Нідерландів (1):

«Рода»: 1975–76
- Чемпіон Гонконгу (1):

«Сейко»: 1982–83